# Georg Büchner
(Georg Büchner, La morte di Danton)
Georg Büchner (Goddelau, 17 ottobre 1813 – Zurigo, 19 febbraio 1837) è stato uno scrittore e drammaturgo tedesco.

## Biografia

### Giovinezza
Georg Büchner nacque il 17 ottobre 1813 a Goddelau, paese a pochi chilometri da Darmstadt, nel Granducato d'Assia, figlio del medico Ernst Karl Büchner e di sua moglie Louise Caroline Büchner. Egli era il primo di sei fratelli, che nel corso della loro vita divennero tutti famosi:
- Mathilde Büchner (1815-1888)
- Wilhelm Ludwig Büchner (1816-1892), politico
- Louise Büchner (1821-1877), scrittrice e femminista
- Ludwig Büchner (1824-1899), filosofo e scrittore (sua l'opera Kraft und Stoff)
- Alexander Büchner (1827-1904), professore di storia della letteratura

Nel 1816 la famiglia si spostò a Darmstadt, dove il padre ebbe la carica di medico del comune. Nel 1821 Georg cominciò, a otto anni, le lezioni elementari con la madre. Lei gli insegnò a leggere, scrivere, a fare di conto, lo introdusse alla Bibbia e gli raccontò numerose canzoni popolari che rivivono nelle sue opere della maturità.
L'anno seguente Georg frequentò la scuola privata del dottor Carl Weitershausen. Presso una festa scolastica tenne il discorso in latino Vorsicht bei dem Genusse des Obstes ("Attenzione all'assaporamento della frutta").
Nel 1825, a dodici anni, entrò nella seconda classe del secondo ordine del ginnasio di Darmstadt, il Ludwig-Georgs-Gymnasium. Non si interessava particolarmente di lingue morte, ma soprattutto di scienze naturali, allora alquanto neglette nell'insegnamento scolastico. Una volta annotò a margine del suo quaderno: "Vita! A cosa serve questa roba morta?". Per il resto fu sempre uno scolaro tranquillo.
Nella primavera del 1831 completò gli studi, ottenendo il diploma.

### Università a Strasburgo
Il 9 novembre 1831 Georg Büchner si iscrisse alla facoltà di medicina dell'Università di Strasburgo. Lì abitò presso la casa del pastore evangelico Johann Jakob Jaeglé e fece conoscenza della figlia, Wilhelmine. A Strasburgo, in dicembre, prese parte ad una dimostrazione contro l'oppressione della Polonia. Informazioni al riguardo, come accade per altri avvenimenti, sono contenute nelle lettere ai genitori. Georg Büchner prese parte anche più tardi nella sua vita a numerose attività politiche a favore della libertà. Così il 24 maggio 1832 tenne un discorso sulle relazioni politiche in Germania per l'Unione degli studenti.
Nel 1832 si innamorò segretamente di Wilhelmine Jaeglé (1810-1880).

### Pace alle capanne! Guerra ai palazzi!
Nel novembre 1833 Georg cambiò università andando a Gießen. Qui in Assia dovette però subire l'autorità e la repressione con la forza. Da questo momento in poi dovette accontentarsi di osservare i vari sviluppi politici da distanza. Assieme a Friedrich Ludwig Weidig fondò la Società per i diritti umani (Gesellschaft für Menschenrechte).
Nel luglio 1834 fu stampato Der Hessische Landbote (Il Messaggero Assiano), composto assieme a Weidig. Si tratta di un opuscolo che chiama la popolazione dell'Assia alla rivolta con le parole Friede den Hütten! Krieg den Palästen! ("Pace alle capanne! Guerra ai palazzi!").
In agosto, Karl von Minnigerode, uno dei cospiratori, fu trovato con 150 copie dell'opuscolo ed arrestato. Il 4 agosto il rettore dell'università, Konrad Georgi, fece perquisire la camera di Büchner in sua assenza, ed il giorno dopo questi fu interrogato ma non arrestato.

### L'esilio a Strasburgo
Nel 1835 compose Dantons Tod (La morte di Danton), frutto di cinque settimane di lavoro, e lo mandò a Karl Gutzkow pregandolo di pubblicarlo. Georg aveva infatti bisogno di denaro per fuggire. Dopo che una citazione da parte del magistrato di Friedberg non ebbe seguito, Georg divenne un ricercato. Il 9 marzo fuggì attraverso Wissenburg a Strasburgo.
Dantons Tod fu pubblicato alla fine di luglio. Con questo dramma, l'autore tese ad indagare le ragioni che indussero Danton a non sfuggire al suo destino e alle accuse di Robespierre, alla luce delle sue vicende personali. Sempre in quest'estate tradusse due drammi di Victor Hugo: Lucretia Borgia e Maria Tudor. In autunno cominciò ad occuparsi del racconto Lenz (dedicato alla figura del poeta tedesco Jakob Michael Reinhold Lenz).
Generalmente sconosciute ai più sono le idee nazionaliste tedesche di Büchner, che così si espresse in una lettera del 1835 a Gutzkow riguardo alle opere di Adolf Stöber (raccoglitore di antiche fiabe e saghe alsaziane):
Nell'inverno del 1835 si dedicò nuovamente alla scienza, occupandosi del sistema nervoso dei pesci e concluse l'anno successivo la sua dissertazione sul sistema nervoso dei barbi. In primavera presentò il suo lavoro in parecchie conferenze della Società di Scienze Naturali di Strasburgo: Büchner venne accettato come membro e il suo lavoro pubblicato negli atti della società. Nello stesso periodo vide la luce il pezzo teatrale Leonce und Lena, con cui intendeva partecipare ad un concorso della casa editrice Cotta. Malauguratamente non riuscì a far pervenire in tempo il manoscritto, che gli venne restituito senza essere stato neanche letto. La commedia è imperniata sulla storia dei due regnanti sposatisi per ragioni di stato e che alla fine si innamoreranno, ma è altresì impregnata di parodie, motteggi, giochi di parole, che rendono l'opera una delle più convincenti del secolo in Germania.

### Gli ultimi mesi a Zurigo
In seguito alla dissertazione e alla successiva discussione a Büchner venne conferita la laurea dall'Università di Zurigo. Il 18 ottobre 1836 si trasferì nella città elvetica e iniziò la propria attività come istitutore privato. Il suo corso di "dimostrazioni zootomiche", in cui illustrava l'anatomia di pesci e anfibi a partire da propri preparati, fu frequentato tuttavia da pochi studenti. Uno di questi, August Lüning, si ricordava però ancora 40 anni più tardi con entusiasmo di queste lezioni. Già prima del suo trasferimento a Zurigo Büchner aveva iniziato a Strasburgo la stesura di Woyzeck; egli portò le bozze con sé in Svizzera, ma l'opera rimase incompiuta, almeno per quanto riguarda la sistemazione delle singole scene.
Per il semestre successivo Büchner aveva in programma un altro corso, che però non fu mai realizzato. Il 2 febbraio 1837 si ammalò gravemente di febbre tifoide (forse contratta durante i suoi esperimenti con i preparati da laboratorio) e morì il 19 febbraio successivo, a soli 24 anni. Lo scrittore venne sepolto a Zurigo, nel cimitero Krautgarten, situato poco fuori la cinta muraria di Zurigo (nel luogo dove oggi sorge la Kunsthaus di Zurigo). In seguito alla chiusura del cimitero nel 1875 i suoi resti vennero esumati e spostati in una tomba sul rilievo Germaniahügel (così chiamato in quanto luogo di ritrovo della Studentenverbindung Germania), posto nelle vicinanze della moderna funicolare di Rigiblick.

## Importanza di Büchner
Per il suo realismo, Büchner può essere considerato un precursore dell'espressionismo. La morte di Danton, Lenz e Woyzeck si basano su documenti e in questo Büchner sembra anticipare la lezione di Bertolt Brecht, per cui lo scrittore deve conoscere e far conoscere la realtà, perché essa possa essere trasformata.

## Büchner nella letteratura
- La fuga di Büchner (Büchners Flucht, 1912), breve prosa dello scrittore svizzero Robert Walser (1878-1956).[4]

## Büchner nei film
- Nel 1979, il regista Lothar Warneke girò un film sulla vita di Büchner, dal titolo Addio, piccola mia.
- Woyzeck è stato trasposto su pellicola finora dodici volte a partire dal 1947. Le versioni più celebri sono quella chiamata Wozzeck di Georg Klaren (1947) e quella di Werner Herzog con Klaus Kinski e Eva Mattes.
- Il film L'enigma di Kaspar Hauser, sempre di Werner Herzog, si apre con una frase[5] di Büchner accompagnata dal celeberrimo Canone di Pachelbel[6].
- Di Dantons Tod esistono quattro versioni su pellicola, di Lenz dieci e di Leonce und Lena tre.
- Nel 2004 esce Il Mattatoio di Dio: frammenti ludici di materialismo mistico; si tratta del primo film realizzato dalla Bottega di Giovanni Lindo Ferretti per la regia di Federico Nobili, basato sui testi di Büchner[7].

## Büchner nell'opera
Forse più famosa della tragedia Woyzeck è l'opera in 3 atti e 15 scene (ciascuna corrispondente ad una forma musicale barocca o classica) Wozzeck (1922, prima rappr. 1925) del compositore austriaco Alban Berg. Un'ulteriore intonazione del dramma, negli stessi anni, si deve a Manfred Gurlitt.

## Opere
- Der Hessische Landbote (Il Messaggero Assiano), 1834 (pamphlet) - assieme a Friedrich Ludwig Weidig
- Dantons Tod (La morte di Danton), 1835 (tragedia)[9]
- Lenz, 1835 (racconto)[10]
- Leonce und Lena (Leonce e Lena), 1836 (commedia)
- Woyzeck, 1837 (tragedia, considerata incompiuta da molti studiosi)
- Lucretia Borgia, 1835 (traduzione del dramma di Victor Hugo)
- Maria Tudor, 1835 (traduzione del dramma di Victor Hugo)
- Pietro Aretino, dramma andato perduto